# Parti du peuple algérien
Die Parti du Peuple Algérien (arabisch حزب الشعب الجزائري, DMG Ḥizb aš-Šaʿb al-Ǧazāʾirī, übersetzt: Partei des algerischen Volkes; abgekürzt: PPA) war eine Partei in Französisch-Algerien. Sie wurde 1937 von Messali Hadj gegründet und verschrieb sich der Unabhängigkeit des Landes von Frankreich. Nach ihrem Verbot 1939 existierte sie im Untergrund weiter und stellte mit dem Mouvement pour le triomphe des libértes démocratiques (MTLD) eine legale Partei zur Vertretung der Einheimischen im Kolonialstaat.

## Geschichte
Die Partei wurde von Messali Hadj nach dem Verbot des Étoile Nord-Africaine (ENA) gegründet. Sie verschrieb sich öffentlich einer Emanzipation der Algerier und dem Antikolonialismus, trat aber zunächst weniger für eine offene Unabhängigkeit ein. Im Juli des Gründungsjahres 1937 organisierte die Partei eine Demonstration in Algier mit rund 3.000 Teilnehmern, bei der eine Abwandlung der heutigen Nationalflagge gezeigt wurde. Hadj und fünf Leiter der Partei wurden daraufhin wegen Aufwiegelung zu zwei Jahren Haft verurteilt. Die Partei wurde zu Beginn des Zweiten Weltkriegs im September 1939 von den Kolonialbehörden verboten.
Der Partei gelang es jedoch ihre Organisation verdeckt innerhalb des Landes zu bewahren und auszubauen. Die Partei rekrutierte zunehmend städtische Arbeiter und Angehörige der kleinen muslimischen Mittelklasse, insbesondere Menschen jüngeren Alters. PPA-Mitglieder gehörten zu den Organisatoren der nationalistischen Demonstrationen zu Kriegsende 1945, die schließlich in gewalttätigen Auseinandersetzungen endeten. So am 8. Mai 1944 in Sétif.
1946 erfolgte eine Umbenennung der PPA zu Mouvement pour le triomphe des libértes démocratiques (MTLD). Auf einem Parteitag 1946 versuchte Hadj die Teilnahme an Wahlen innerhalb des politischen Systems des Kolonialismus durchzusetzen. 1950 hatte die PPA rund 20.000 aktive Mitglieder. Ab 1947 baute die PPA mit der Organisation Spéciale (OS) einen paramilitärischen Arm auf, der einen antikolonialen Aufstand vorbereiten sollte. Die Strukturen des OS wurden 1951/1952 von den französischen Sicherheitsbehörden weitgehend zerschlagen.
Viele ihrer Kader der PPA und des OS fanden sich später unter den Führungs- und Gründungskader der FLN wieder, welche 1954 den Algerienkrieg begann, der schließlich 1962 in der Unabhängigkeit des Landes mündete.